# Linyphia xilitla
Linyphia xilitla là một loài nhện trong họ Linyphiidae.
Loài này thuộc chi Linyphia. Linyphia xilitla được Willis J. Gertsch & Michael Davis miêu tả năm 1946.